# إيما رايت
إيما رايت هي لاعبة كرة الماء كندية، ولدت في 16 نوفمبر 1996 في لندسي ‏ في كندا.